# 星田良子
星田 良子（ほしだ よしこ、1949年（昭和24年）4月1日 - ）は、日本のテレビドラマプロデューサー、演出家。共同テレビ部長待遇ゼネラルディレクターを務めた。

## 来歴・人物
永田雅一大映社長の側近の一人として活躍した星田陽次郎の子として東京都に生まれる。
聖心女子大学文学部国文学科を卒業する前に、父親の姿を見てきたせいか、どうしても芸能界でモノ作りをして生きていきたい気持ちが強くなり、まず映画界に入ろうとした。しかし、星田の卒業した1972年には映画会社はどこも新入社員を採用せず、新東宝社長だった大蔵貢の紹介でTBSの石井ふく子プロデューサーと知り合い、『東芝日曜劇場』の演出助手のアルバイトを始めた。台本配り、弁当渡し、クルマの手配と何でもやった。AD（演出助手）という仕事を実際に体でぶつかってみれば、大抵嫌になってしまうだろうと石井は思っていたが、星田は熱心に精を出して仕事を続けた。そこで、石井がTBSのプロデューサーとして在籍したまま出向していたテレパックに、星田を連れていくことにし、星田はテレパックの契約社員となった。1978年にプロデューサーとして一本立ちし、テレビ朝日『土曜ワイド劇場』「マイホーム殺人事件」（脚本・服部ケイ）で、29%という高視聴率を挙げたが、ディレクターになる夢を捨て難く、そのチャンスを狙っていた。

### 共同テレビジョンに移籍
1985年、先輩同僚の中山和記プロデューサーらとともに、共同テレビジョンに移籍し、同社の制作部で働くことになり、2年後にフジテレビ放送のショートドラマ6『私の女角力』（脚本・早坂暁）の制作を担当させられた。年末のスペシャルドラマの中のミニドラマであり、たまたま早坂脚本の演出家だけが決まらず残っていたので、星田はプロデューサーの中山に、演出をやらせて欲しいと頼み込んで決まったものだった。ニューヨークに出張中だった中山に、便せんで15枚にもわたる長い手紙を書いて、どうしても演出をやりたいという希望を述べた。この長文の手紙を送り付けたのが好結果をもたらしたのか、では1本だけやってみろということになり、急遽、演出の仕事を回された。翌年2月、フジテレビの『男と女のミステリー』 「街」というドラマで、星田は演出家としてデビュー。彼女は38歳になっていた。
自分が一人前の演出家になれたのは、1991年フジテレビ放送の連続ドラマ『ヴァンサンカン・結婚』（脚本・大石静）だと振り返っている。大石静のオリジナル脚本を得て、星田は初めて連続ドラマを演出した。石黒賢を菊池桃子（ワガママ娘）と安田成美（女子大生）が取り合うというのが主なストーリーだが、小林稔侍たちの大人の恋もあり、男女の心の機微を丁寧に描いた演出が光った。
1993年1月にフジテレビ放送の森村誠一原作、鎌田敏夫脚本の『金曜ドラマシアター』「人間の証明」で初の受賞（ギャラクシー賞奨励賞）を果たす。また94年の東海テレビ開局30周年記念スペシャルドラマ『二人の母』は、脚本を書いた鎌田の推薦で星田が演出したが、この作品は1994年度芸術祭作品賞を受賞した。
1997年には、テレビ朝日『新・御宿かわせみ』のディレクターに起用され、スタッフを連れて初めて京都で時代劇演出を担う。続いて、98年の『NHK金曜時代劇』「物書同心いねむり紋蔵」の撮影では半年間、NHKスタッフとともに制作に取り組んだ。
放送評論家の志賀信夫は、星田の異色作として特筆したいとして、1998年のNHK-BS特別企画『石光真清の生涯』を挙げている。演劇とスタジオドラマの融合に成功した映像ドラマで、星田の演出は主人公の波乱の人生に合わせ、ロケした映像を大胆にスタジオに乱用、生々しい効果を出した。と記している。

## 主な作品

### 監督 （映画）
- 僕らのワンダフルデイズ（2009.11 角川映画）
- ウタヒメ 彼女たちのスモーク・オン・ザ・ウォーター（2012.2 東京テアトル）

### 演出 （連続テレビドラマ）
- ヴァンサンカン・結婚（1991.7-9 フジテレビ木曜22時）
- 29歳のクリスマス（1994.10月期 フジテレビ木曜22時）
- 風たちの遺言（1995.4-5 CBC平日帯13時30分　ドラマ30）
- 物書同心いねむり紋蔵（1998.4-9 NHK金曜20時　金曜時代劇）
- 石光真清の生涯（1998.5.4 - 5.7 NHK-BS）
- 39歳の秋（1998.8-10 TBS平日帯13時　愛の劇場）
- OUT〜妻たちの犯罪〜（1999.10月期 フジテレビ火曜21時）
- 天気予報の恋人（2000.4月期 フジテレビ月曜21時）
- マリア（2001.7月期 TBS水曜22時）
- やんパパ（2002.10月期 TBS水曜22時）
- トキオ 父への伝言（2004.8 NHK月～木曜23時　よるドラ）
- ジュテーム〜わたしはけもの（2008.4月期 BSフジ木曜23時30分）
- 隠蔽指令（2009.10-11 WOWOW日曜22時　連続ドラマW）
- インディゴの夜（2010.1-2 東海テレビ平日帯13時30分）
- さくら心中（2011.1-2 東海テレビ平日帯13時30分）
- クルマのふたり〜TOKYO DRIVE STORIES」（2011年11月 - 2012年3月、BS12）
- 碧の海〜LONG SUMMER〜（2014.7-8 東海テレビ平日帯13時30分）
- 癒し屋キリコの約束（2015.8-9 東海テレビ平日帯13時30分）
- トットちゃん!（2017.10- テレビ朝日平日帯12時30分）

### 演出 （単発テレビドラマ）
- 男と女のミステリー（フジテレビ）
  - 街（1989.4.21）
  - 街　PARTII（1990.1.19）
  - 街　PARTIII（1991.1.25）
- 奇妙な出来事（フジテレビ）
  - 「一心同体」（1989.10.30）
  - 「誰かが誰かを愛してる」（1990.2.19）
- 世にも奇妙な物語（1990～2006年、フジテレビ）
  - 第1シリーズ「死後の苦労」（1990.6.28）
  - 1990年 秋の特別編「そこに扉があった」（1990.10.4）
  - 第2シリーズ「私じゃない」（1991.2.28）
  - 1991年 春の特別編「朝まで生殺人」（1991.4.4）
  - 1991年 冬の特別編「犬の穴」（1991.12.26）
  - 第3シリーズ「逆探知」（1992.5.14）
  - 第3シリーズ「なんなのォ!」（1992.8.6）
  - 2006年 秋の特別編「家族会議」（2006.10.2）
- とらぬ男の恋算用（1990.9.17）
- 金曜ドラマシアター（1991〜1993年、フジテレビ）
  - 生前情交痕跡あり（1991.7.5）
  - 人間の証明（1993.1.8）
- 月曜ドラマスペシャル / 真夏の恐怖劇場 フェチシズム （1999.7 TBS）
- そして、友だち（2000.1.8 テレビ朝日）
- 金曜エンタテイメント（フジテレビ）
  - 内田康夫ミステリー 信濃のコロンボ
    - 北国街道殺人事件（1998.5.1）
    - 戸隠伝説殺人事件（1999.3.19）
    - 追分殺人事件（2000.6.2）

  - 女検死官（2000.7）
  - 指先でつむぐ愛（2006.3）
  - 妻は多重人格者（2006.3）
- 海猿（2002.7.13 NHKハイビジョンサスペンス）
- メールの答え（2002.7 共同テレビ）※インターネットドラマ
- R.P.G.〜作られた家族の秘密〜（2003.7.26 NHKハイビジョン）
- 海猿2～炎の海に挑む・海上保安官物語～（2003.8.18 NHKハイビジョンサスペンス）
- 封印された「拉致」海に消えた真実（2004.9.24 フジテレビ）
- 女の一代記シリーズ / 瀬戸内寂聴（2005.11.24 フジテレビ）
- 土曜ワイド劇場 / 眠る骨（2006.7.22 テレビ朝日）
- 金曜プレステージ / クッキングパパ（2008.8.29 フジテレビ）
- 金曜プレステージ / 私立探偵・下澤唯〜悲しみの殺人迷路〜（2011.7.22 フジテレビ）
- 金曜プレステージ / 罪と女とミステリー 第1夜 森村誠一サスペンス・破婚の条件（2011.8.26、フジテレビ）
- アイシテル〜絆〜（2011.9.21 日本テレビ）
- 水曜ミステリー9 / 松本清張特別企画・張込み（2011.11.2 テレビ東京）
- 水曜ミステリー9 / 松本清張没後20年特別企画 事故〜黒い画集〜（2012.12.12 テレビ東京）
- 森光子を生きた女〜日本一愛されたお母さんは、日本一寂しい女だった〜（2014.5.9、フジテレビ）

### 演出 （舞台）
- インディゴの夜（2010年4月30日 - 6月20日 新国立劇場 中劇場 ほか）
- 招かれざる客（2012年10月13日 - 11月18日 シアター1010/ル テアトル銀座 ほか）
- ホテル マジェスティック〜戦場カメラマン澤田教一 その人生と愛〜（2013年3月7日 - 3月27日 新国立劇場 中劇場/森ノ宮ピロティホール/名鉄ホール）
- 舞台版 JKニンジャガールズ（2017年2月23日 - 3月4日 全労済ホール スペース・ゼロ）
- 演劇女子部 一枚のチケット～ビートルズがやって来る～（2017年11月27日 - 12月3日 紀伊國屋サザンシアター TAKASHIMAYA）
- 演劇女子部 アタックNo.1（2018年11月29日 - 12月9日 全労済ホール スペース・ゼロ）
- オンディーヌ（2022年12月23日 - 12月25日 ウインクあいち（愛知県産業労働センター）大ホール、2023年1月6日 - 1月11日 東京芸術劇場 シアターウエスト）[6]

### プロデュース （テレビドラマ）
- 土曜ワイド劇場　マイホーム殺人事件（1979.9 テレビ朝日）
- セゾンスペシャル チャオチャオたこかいな〜たこやきルネッサンスや。〜（1986.9 毎日放送）
- 月曜ドラマランド 探偵桃語（1986.10 フジテレビ）
- 斉藤さんちのお客さま（1987. フジテレビ）
- さよなら李香蘭（1989.12 フジテレビ）
- 劇団EXILE公演「SADAKO -誕生悲話-」（2013.5）

プロデューサー補
- 土曜ワイド劇場 田舎刑事・時間よとまれ（1977.7 テレビ朝日）